# Suguru Ito
Suguru Ito (伊藤 卓, Ito Suguru) est un footballeur japonais né le 7 septembre 1975.

## Équipe nationale
- Équipe du Japon des moins de 20 ans de football
  - Coupe du monde de football des moins de 20 ans : 1995